# اسکندر شیخی
اسکندر چلاوی معروف به اسکندر شیخی فرزند کیا افراسیاب چلاوی، از شاهان چلاویان طبرستان بوده‌است که پس از تبعید مرعشیان به فرارود، تیمور حکومت شهر آمل را به او داد. وی سرانجام توسط سربازان تیمور کشته شد.

## زندگی‌نامه

### عهد شیخی
کیاافرسیاب چلاوی پس از آنکه واپسین اسپهبد باوندی را به قتل رساند، به میربزرگ اقتدا نمود تا رقیبانش وی را مردی بدون شریعت معرفی نکنند. اسکندر به علت افراط در تظاهر ارادت به قوام‌الدین لقب «شیخی» گرفته‌بود. پس از افزایش هواداران میربزرگ، کیاافرسیاب جهت جلوگیری از اختلال در امور ملک و مال، از روش سید اجتناب نموده و تشکیل محکمه‌ای برای وادار کردن قوام‌الدین به دست کشیدن از بدعت درویشی نمود.

### گریختن به هرات
سید قوام‌الدین مرعشی در سال ۷۶۰ هجری علیه کیا افراسیاب قیام کرد و در جنگی به نام جلالک مار پرچین و بر سپاهیان چلاوی غلبه نمود. در این پیکار کیا افراسیاب چلاوی و دو تن از برادران اسکندر به قتل رسیدند. اسکندر نیز به همراهی عده‌ای از حامیان و فرزندان کیا افراسیاب از میدان جنگ گریخت و به لاریجان و از آنجا به رستمدار فرار کرد، از آنجا نیز به شیراز کوچید و بعد هم به خراسان خرامید و تا زمان استیلای امیر تیمور گورکانی، در دارالسلطنه هرات قرار داشت.

### در رکاب تیمور
اسکندر در به رکاب تیمور گورکانی درآمد و وی را به فتح تبرستان تحریک نمود. در حمله تیمور به مازندران، تحریکات اسکندر شیخی که پدر او به دست سادات کشته شده‌بود، بسیار مؤثر بود. در این هنگام اسکندر شیخی به عنوان یکی از همراهان و سرداران تیمور محسوب می‌شد و همیشه در فکر براندازی حکومت مرعشیان در مازندران بود و در مشوق کردن ذهن تیمور و توجه او به مازندران همیشه سخنان تحریک‌آمیز به تیمور می‌گفت. سرانجام تیمور پس از چندی در سال ۷۹۲ هجری لشکر خود را متوجه خراسان کرد و از آنجا برای تصرف مازندران عزمش را جزم نمود.
پس از آنکه سادات مرعشی اسیر تیمور شدند، اسکندر چلاوی نزد تیمور رفته و گفت: «این‌ها خونی من‌اند، پادشاه به من بسپارند تا قصاص بکنم.» تیمور نیز در پاسخ به وی گفت: «این‌ها تنها خونی تو نیستند، ملک رویان را نیز اینان کشته‌اند. ملک طوس را نیز حاضر گردانید تا خونی او با او سپرده شود، تا قصاص بکند.» پس از حاضر شدن ملک طوس پادوسبانی در این مجلس، تیمور از او خواست تا آنکس را که خونی اوست، قصاص نماید. ملک طوس، با این عمل مخالفت کرد و گفت:
ایشان هیچ‌کدامین مردم ما را قتل نکرده‌اند که بر ما قصاص لازم آید شرعاً، زیرا که در صف هیجاء تیری از نوکران ایشان برکسان ما آمده مرده‌اند یا به شمشیری مجهول به شرف هلاک پیوسته باشند. عجب اگر این قتل را قصاص جایز باشد و دیگر آن که ایشان سیداند، هر که ایشان را بکشد فردا روز قیامت یقین در پهلوی یزید لعین باید استادن و سؤال ایزدی را جواب دادن و مرا طاقت شرکت یزید نیست. باقی شما حاکمید.
امیر تیمور گورکانی، چون این سخنان را شنید، به ملک سعدالدوله گفت:
رحمت بر تو باد که مرا و خود را از آتش دوزخ نجات دادی لعنت بر اسکندر شیخی که می‌خواست، مرا همنعان خویش، به نار حجیم رساند.
سپس اسکندر چلاوی و چند تن دیگر، «رشانقه» را از «سادات» جدا کرد و به دستور تیمور هر کس که سید نبود را، «قتل‌عام» نمودند.

### دوران حکومت

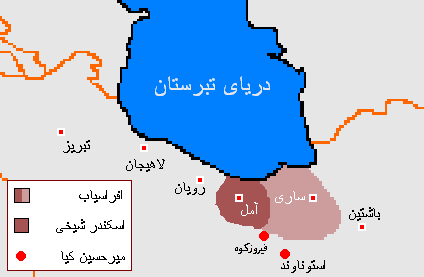
اسکندر تنها والی آمل بود و ساری را تیمور به شخص دیگری سپرد.

بسیاری از مردم آمل پس از قتل‌عام از این شهر گریختند و این شهر به «قحطی» دچار شد. اسکندر شیخی در این زمان برای آوردن غلات از گیلان کمک خواست. مقارن همین ایام وی مشهد میربزرگ را تخریب نمود. سید عزالدین رکابی، داماد سید کمال‌الدین مرعشی، در جنگل‌ها کمین نمود و مدتی علیه اسکندر قیام نمود که در آخر اسکندر چلاوی با کمک قارن غوری، حاکم ساری، و خراسانیان در خدمت او، عزالدین رکابی را شکست داد.
اسکندر شیخی بعد از اندک مدتی با امیر تیمور عصیان نمود، سپاه وافر به سرداری امیرزاده رستم بن عمر شیخ بن امیر تیمور به مازندران آمدند. اسکندر با زن و دو پسر صغیر خود چارق پوشیدند و از جنگل رستمدار به‌طور مخفی به تنکابن رفتند. امیرزاده رستم از سیدهادی کیا بن امیر کیای ملاطی حاکم تنکابن وی را طلب کرد، وقتی به جستجوی وی پرداختند، زن و پسران او را با تحف و هدایا به امیرزاده رستم فرستاد و حکومت چلاویه در مازندران بدو منقرض شد. کلاویخو سفیر اسپانیا، اسکندر شیخی را یکی از سرداران تیمور نام برده که فرماندهی حصار فیروزکوه را به وی سپرد. اما تیمور به بعضی جهات بر وی خشم گرفت و شخصاً به دروازهٔ حصار آمد و سی روز گرداگرد حصار را محاصره کرد و سرانجام اسکندر به دست تیمور افتاد.

## روابط اسکندر با تیمور
بنا به نوشتهٔ ابن عربشاه، «اسکندر چلابی؛ در مجلسی نزد تیمور بود، آن مجلس آراسته به اسباب عشرت و سرور، تیمور از او پرسید که اگر دور زمان به فرزندان من گردد که را بینی که آهنگ تباهی آنان کند؟ وی در حالی که مغزش از بادهٔ ناب در جوش و چراغ خردش خاموش بود به پاسخ گفت:آن که فرزندان تو را از میان برگیرد نخست منم. تیمور در آن حال چیزی نگفت. اما اسکندر وقتی از مجلس بیرون آمد، حاضران در مجلس او ار ملامت کردند که چرا چنین سخنی گفتی؟ اسکندر هم از بیم تیمور گریخت و از او نشانی پدیدار نگشت.»

## مرگ
در سال ۸۰۶ هجری، تیمور به مازندران هجوم لشکرکشی خود به سمت مازندران را آغاز کرد. وی پس از فتح فیروزکوه، در آنجا ماند و ابابکر میرزا را برای دستگیر کردن اسکندر شیخی به آمل فرستاد. اسکندر که توان مقابله نداشت، با تعدای سرباز و زن و یک پسر بزرگ به نام علی و دو فرزند خردسال خود به جنگل گریخت. پس پنهان کردن خانواده‌اش در جنگل، به سمت سپاه تیموری رفت و موفق شد یکی از سرداران آنها به نام حسین را شکست داده و بکشد. سربازان تیمور اسکندر را تا نمکاوه‌رود (نمک‌آب‌رود امروزی) تعقیب کردند ولیکن موفق به دستگیری وی نشدند؛ اگرچه پسرش علی را گرفتند. تیمور از حاکم تنکابن خواست اسکندر را تحویل دهد و او در پاسخ گفت که شنیده است اسکندر در شیررود هزارخال (سه کیلومتری جنوب کجور) پناه گرفته‌است. شب هنگام، صدای نزدیک شدن سربازان تیمور شنیده شد لذا اسکندر برای اینکه کودکانش با گریه ایجاد سروصدا نکنند، آنها را خفه کرد؛ لذا مادر کودکان، یعنی همسرش نیز شروع به گریه کرد و اسکندر دستور داد وی را نیز کشتند. سربازان تیمور اسکندر و دو نفر از نوکران را زیر درختی یافتند، دستگیر کرده و کشتند. سر اسکندر به چلاو نزد تیمور و از آنجه به آمل فرستاده شد و اکابر آمل شهادت دادند که سر، سر اسکندر است. با مرگ اسکندر شیخی، فرزندانش به خدمت تیمور درآمدند و به سمرقند رفته، بعدها به مازندران بازگشتند و بدین‌ترتیب سلسله چلاوی منقرض شد.